# کمیسیون تاور

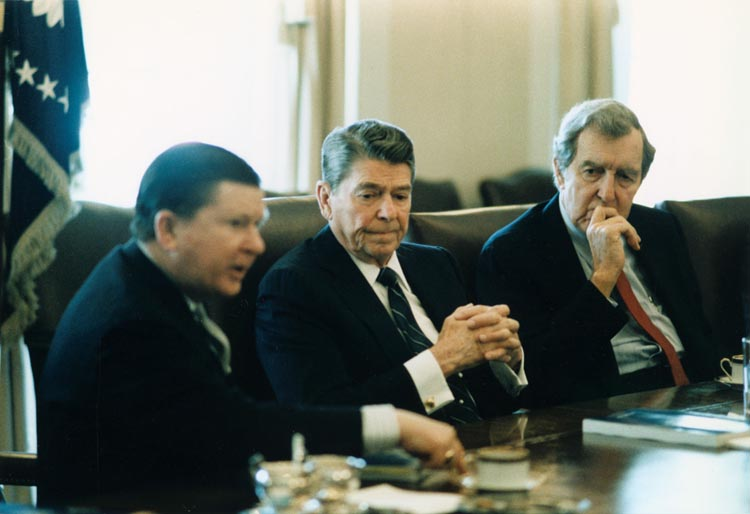
حضور رونالد ریگان در جمع اعضای کمیسیون تاور در کاخ سفید

کمیسیون تاور هیئت حقیقت یاب ۳ نفره‌ای مشتمل از مقامات حکومتی آمریکا بوده است که وظیفهٔ رسیدگی به چگونگی وقوع ماجرای مک‌فارلین، نقش شورای امنیت ملی آمریکا را در این بحران، رسوایی دخالت آمریکا در حمایت از شورشیان کنترا و شناسایی افراد مرتبط و برخورد جزایی با تخلفات آن‌ها را داشته است. این کمیسیون در تاریخ ۲۶ نوامبر ۱۹۸۶ مصادف با ۱۸ آذر ۱۳۶۵ فعالیت خود را به دستور رونالد ریگان آغاز کرد. این کمیسیون نتایج بررسی‌های خود را در یک گزارش ۲۰۰ صفحه‌ای در تاریخ ۲۶ فوریه ۱۹۸۷ به رونالد ریگان عرضه کرد.

## اعضای کمیسیون

اعضای کمیسیون تاور. از راست:برنت اسکوکرافت-ادموند ماسکی-جان تاور

سرپرست این گروه ۳ نفره سناتور جمهوری‌خواه، جان تاور (به انگلیسی: John Tower) از ایالت تگزاس بود. برنت اسکوکرافت (به انگلیسی: Brent Scowcroft) مشاور امنیت ملی آمریکا در دولتهای جرالد فورد و جورج هربرت واکر بوش و ادموند ماسکی (به انگلیسی: Edmund Muskie) وزیر امور خارجهٔ اسبق ایالات متحده آمریکا و حاکم ایالت مین نیز دیگر اعضای این کمیسیون بودند.

## اقدامات کمیسیون

سرهنگ اولیور نورث در حال ادای سوگند در کمیسیون تاور

رابرت مک‌فارلین افسر پیشین نیروی دریایی آمریکا و مشاور امنیت ملی آمریکا متهم اصلی این پرونده بود. کمیسیون فعالیت خود را با یک بازجویی ۳ ساعته از وی شروع کرد. وی در طی شهادت دادن‌اش در حضور کمیسیون، تصریح کرد که ریگان با معاملهٔ تسلیحاتی سال ۱۹۸۵ موافق بوده است.
دومین نفر جان پویند دیگر مشاور امنیت ملی کاخ سفید بود.
اولیور نورث افسری که حق برداشت پول از حساب سوئیس را داشت، سومین نفری بود که در کمیسیون احضار شد. وی با استفاده از حق توسل به متمم پنجم از دادن هرگونه شهادت در رابطه با نقشش در نابود کردن مدارک مربوط به ماجرای ایران ـ کنترا خودداری کرد.
سپس ویلیام کیسی رئیس سیا و رونالد ریگان رئیس جمهور آمریکا قرار داشتند. به دنبال روند افشاسازی اطلاعات توسط کمیسیون، این کمیسیون گزارشی را منتشر کرد که در طی آن از مناقشهٔ میان ریگان و اعضای کمیسیون بر سر یک سؤال کلیدی صحبت به میان آمده بود. سؤال کلیدی مطرح شده از ریگان در این مورد بود که آیا وی در سال ۱۹۸۵ با فروش محمولهٔ سلاح‌های آمریکایی به ایران توسط اسرائیل موافقت کرده بوده یا خیر. ریگان در پاسخ به این درخواست مدعی شد که این موضوع را نمی‌تواند به‌خاطر آورد.

## نتایج کار کمیسیون
در ۱۵ نوامبر ۱۹۸۶ ریگان اعتراف کرد که ۱۸ ماه است ارتباط سیاسی محرمانه‌ای با ایران برقرار کرده است. در نهایت در ۲۱ نوامبر ۱۹۸۷ کنگره آمریکا ریگان را مسؤول همهٔ اشتباهات مک‌فارلین معرفی کرد. همچنین بنابر نظر هیئت، ارسال اسلحه به ایران یک اقدام پنهانی بود که مستقیماً مغایر با سیاست‌های مهم و اعلام شده قوهٔ مجریه(آمریکا) به‌شمار می‌آید، اما خود این اقدام حاوی یک تناقض اساسی بوده.
ایران در طی معامله توانست ۸ مورد دریافت سلاح از آمریکا را عملی سازد که منتج بر ۲۰۰۸ قبضه موشک تاو و ۱۸ قبضه موشک ضدهوایی هاوک بوده است.